# Batački jezici
Batački jezici (Batak jezici), podskupina sumatranskih jezika raširenih na indonezijskom otoku Sumatra. Pripadaju joj sedam jezika. viz.: a. sjeverni: batak alas-kluet [btz], batak dairi [btd], batak karo [btx]; b. južni: batak angkola [akb], batak mandailing [btm], batak toba [bbc]; c. podskupina simalungan s jezikom batak simalungun [bts].
.
S jezicima simeulue [smr], mentawai [mwv], gayo [gay] i dva niaska jezika čine sjeverozapadne sumatranske jezike.

## Vanjske poveznice
- Ethnologue (14th)
- Ethnologue (15th)